# 米耶明山脈

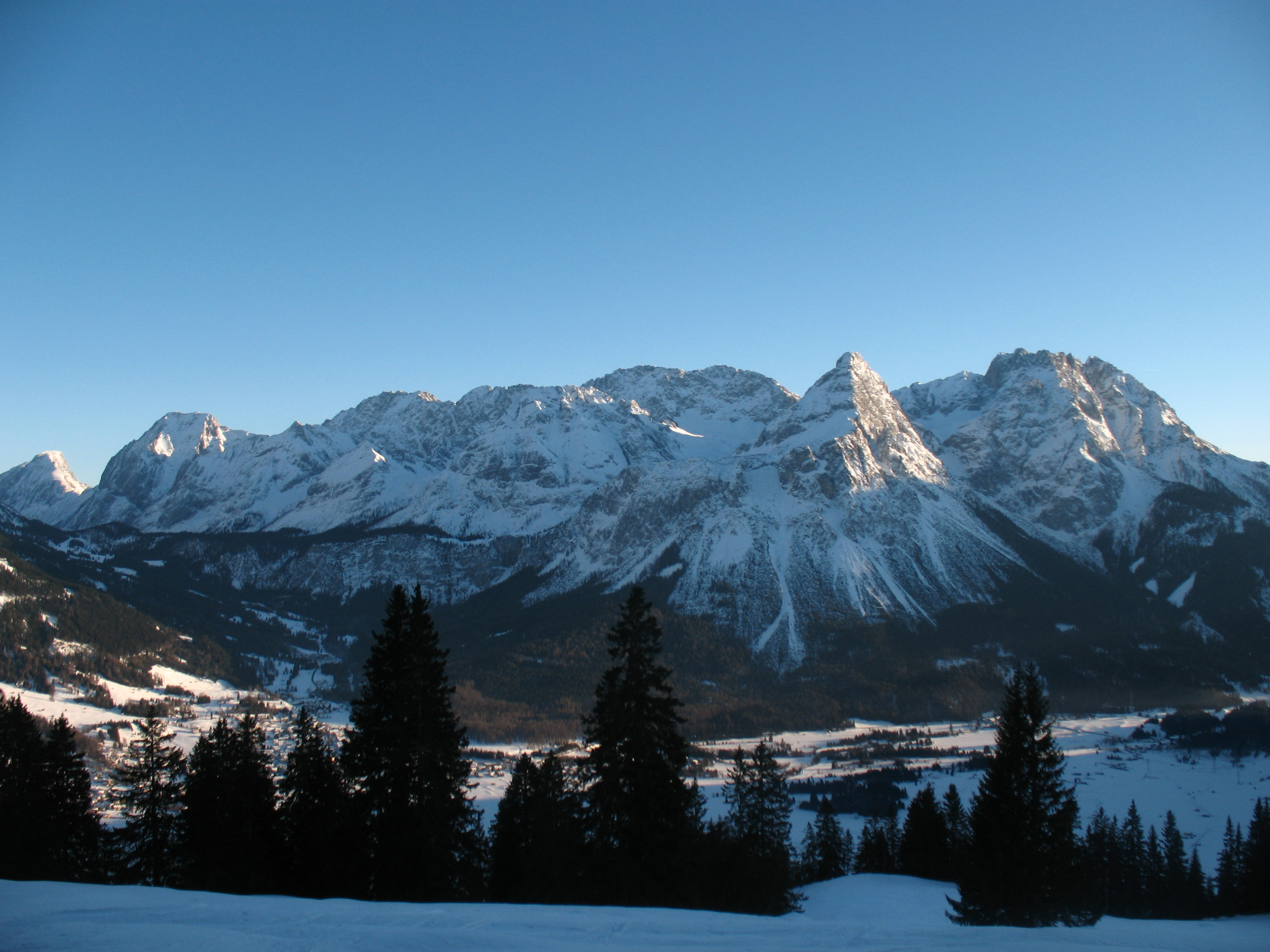

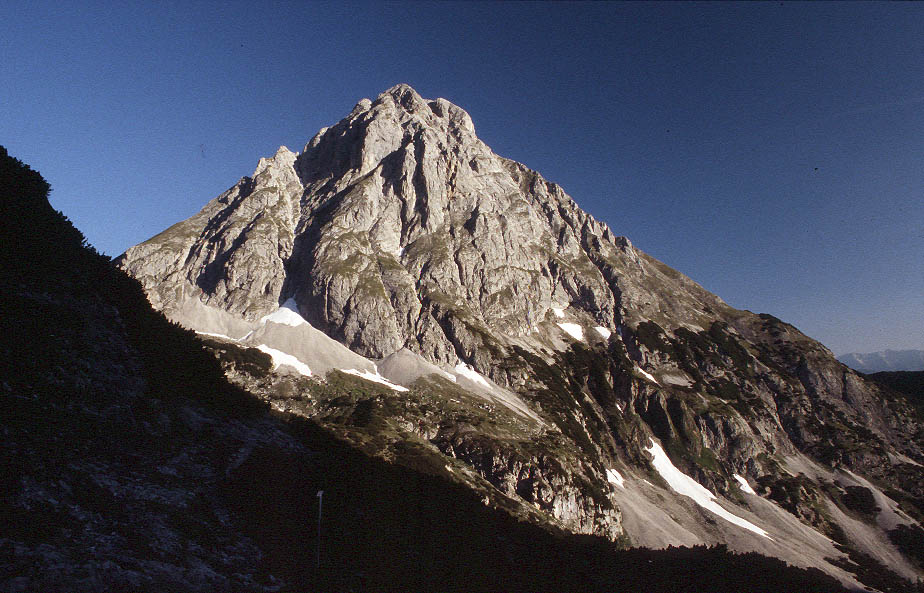

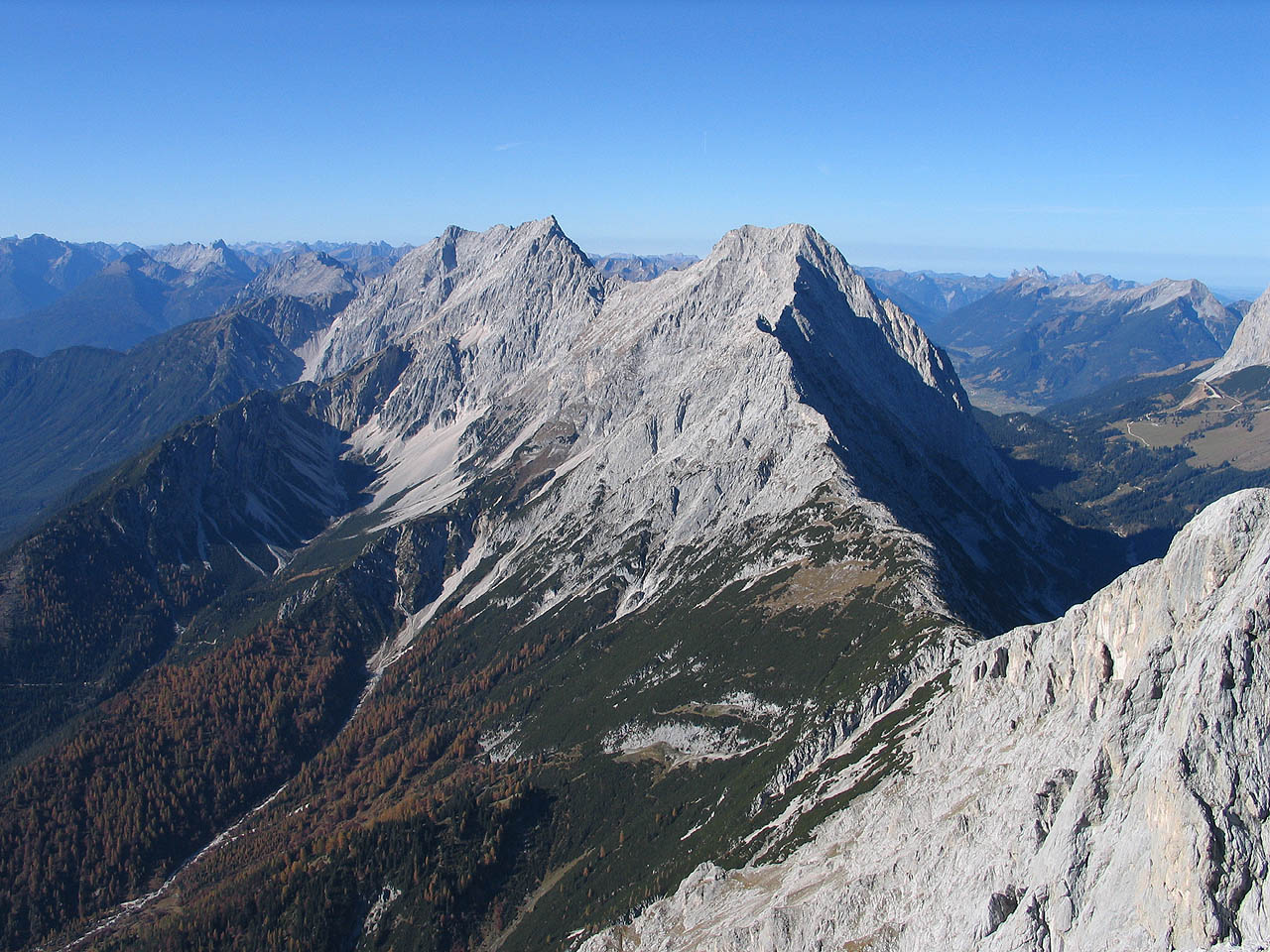

米耶明山脈（德語：Mieminger Gebirge）是奧地利的山脈，是北石灰岩山脉的一部分，由蒂羅爾州負責管轄，南面是施圖拜山，最高點海拔高度2,768米。